# Звечка (Обреновац)
Звечка је насеље у градској општини Обреновац у граду Београду. Према попису из 2022. било је 5846 становника.

## Географски положај
Село Звечка налази се западно од Обреновца, на два километра од реке Саве, с кућама дуж сеоског пута и Купинца. Северни део села зове се Доњи Крај, а јужни део Горњи Крај. Постоје и засеоци Нурча, Окно, Мала Звечка и Манџурија. Звечка је раселица старог села Бреска, које се налазило на обали реке Саве, у близини засеока Мала Звечка, око Ружичине Међе, где се сада налази црква у Звечкој посвећена Рођењу Пресвете Богородице, која је такође измештена из старог села Бреска, највероватније због поплава. Село се налази на ободу мочваре Велика Бара, која отиче каналом северног правца који се зове Купинац. Испод Велике Баре је бара Нурча, која отиче Звечицом, другим каналом који се улива, такође, у Саву.
Село Звечка се налази између регионалних путева који од Обреновца воде према Ваљеву, с једне стране, и Шапцу, са друге стране.

## Историја
Село је настало у првој половини XIX века, као раселица старог села Бреска, које више не постоји. Стара црква из Бреске, коју помиње и Јоаким Вујић 1827. године пренесена је у Звечку, на Ружичину Међу, где је и данас док је зидине старе брештанске цркве однела Сава пре (тада) 42 године. По легенди, у Малу Звечку, бежао је народ у време поплава и болештина, али и турског зулума, и живео по земуницама. Постојала је велика клепетуша окачена на дрво липе, помоћу које је народ обавештаван да је опасност прошла, па се могао вратити на своја имања. По тој клепки, звечки, и село је добило име.
Током Првог српског устанка, један од знаменитих устаника Петар Ерић, био је из Звечке, а на сеоском гробљу и данас се налази његов гроб. Црква у Звечкој посвећена је Рођењу Пресвете Богородице (21. септембар). Верује се да је то измештена црква старог села Бреска. Вероватно је први свештеник нове цркве био Дамјан Поповић, за кога се у попису свештенства и храмова Шабачке епархије из 1836. године, наводи да је рукоположен за свештеника од стране архијереја Герасима 14. јула 1824. године.
Звечка је дала велики број бораца у Првом и Другом светском рату, а заједнички споменик изгинулим Звечанцима, који је урадио вајар Ото Лого, налази се испред основне школе у Звечкој.
У селу постоји основна школа, која је део Основне школе "Јован Јовановић Змај" из Обреновца.

## Демографија
У насељу Звечка живи 4840 пунолетних становника, а просечна старост становништва износи 37,8 година (37,1 код мушкараца и 38,6 код жена). У насељу има 2088 домаћинстава, а просечан број чланова по домаћинству је 2,94.
Ово насеље је великим делом насељено Србима (према попису из 2002. године), а у последња три пописа, примећен је пораст у броју становника.
|  |

| Демографија | Демографија | Демографија |
| Година      | Становника  | Становника  |
| ----------- | ----------- | ----------- |
| 1948.       | 2.478       |             |
| 1953.       | 2.750       |             |
| 1961.       | 3.084       |             |
| 1971.       | 3.755       |             |
| 1981.       | 5.321       |             |
| 1991.       | 6.089       | 5.978       |
| 2002.       | 6.138       | 6.393       |

| Етнички састав према попису из 2002.‍ | Етнички састав према попису из 2002.‍ | Етнички састав према попису из 2002.‍ | Етнички састав према попису из 2002.‍ | Етнички састав према попису из 2002.‍ |
| ------------------------------------ | ------------------------------------ | ------------------------------------ | ------------------------------------ | ------------------------------------ |
|                                      |                                      |                                      |                                      |                                      |
| Срби                                 | Срби                                 |                                      | 5.913                                | 96,33%                               |
| Роми                                 | Роми                                 |                                      | 67                                   | 1,09%                                |
| Црногорци                            | Црногорци                            |                                      | 41                                   | 0,66%                                |
| Македонци                            | Македонци                            |                                      | 18                                   | 0,29%                                |
| Југословени                          | Југословени                          |                                      | 15                                   | 0,24%                                |
| Муслимани                            | Муслимани                            |                                      | 8                                    | 0,13%                                |
| Руси                                 | Руси                                 |                                      | 4                                    | 0,06%                                |
| Бугари                               | Бугари                               |                                      | 4                                    | 0,06%                                |
| Хрвати                               | Хрвати                               |                                      | 3                                    | 0,04%                                |
| Румуни                               | Румуни                               |                                      | 3                                    | 0,04%                                |
| Словенци                             | Словенци                             |                                      | 2                                    | 0,03%                                |
| Мађари                               | Мађари                               |                                      | 2                                    | 0,03%                                |
| Украјинци                            | Украјинци                            |                                      | 1                                    | 0,01%                                |
| Горанци                              | Горанци                              |                                      | 1                                    | 0,01%                                |
| непознато                            | непознато                            |                                      | 42                                   | 0,68%                                |

| Година пописа     | 1948. | 1953. | 1961. | 1971. | 1981. | 1991. | 2002. |
| ----------------- | ----- | ----- | ----- | ----- | ----- | ----- | ----- |
| Број домаћинстава | 494   | 599   | 777   | 1.043 | 1.499 | 1.728 | 2.088 |

| Број чланова      | 1   | 2   | 3   | 4   | 5   | 6  | 7  | 8 | 9 | 10 и више | Просек |
| ----------------- | --- | --- | --- | --- | --- | -- | -- | - | - | --------- | ------ |
| Број домаћинстава | 355 | 534 | 408 | 585 | 128 | 52 | 16 | 6 | 2 | 2         | 2,94   |

| Пол    | Укупно | Неожењен/Неудата | Ожењен/Удата | Удовац/Удовица | Разведен/Разведена | Непознато |
| ------ | ------ | ---------------- | ------------ | -------------- | ------------------ | --------- |
| Мушки  | 2.520  | 732              | 1.631        | 102            | 55                 | 0         |
| Женски | 2.571  | 497              | 1.650        | 338            | 84                 | 2         |
| УКУПНО | 5.091  | 1.229            | 3.281        | 440            | 139                | 2         |

| Пол    | Укупно                    | Пољопривреда, лов и шумарство | Рибарство                            | Вађење руде и камена | Прерађивачка индустрија       |
| ------ | ------------------------- | ----------------------------- | ------------------------------------ | -------------------- | ----------------------------- |
| Мушки  | 1.296                     | 172                           | 0                                    | 0                    | 327                           |
| Женски | 720                       | 99                            | 0                                    | 0                    | 131                           |
| УКУПНО | 2.016                     | 271                           | 0                                    | 0                    | 458                           |
| Пол    | Производња и снабдевање   | Грађевинарство                | Трговина                             | Хотели и ресторани   | Саобраћај, складиштење и везе |
| Мушки  | 169                       | 144                           | 138                                  | 17                   | 147                           |
| Женски | 28                        | 12                            | 143                                  | 51                   | 27                            |
| УКУПНО | 197                       | 156                           | 281                                  | 68                   | 174                           |
| Пол    | Финансијско посредовање   | Некретнине                    | Државна управа и одбрана             | Образовање           | Здравствени и социјални рад   |
| Мушки  | 3                         | 34                            | 52                                   | 24                   | 10                            |
| Женски | 11                        | 13                            | 28                                   | 56                   | 99                            |
| УКУПНО | 14                        | 47                            | 80                                   | 80                   | 109                           |
| Пол    | Остале услужне активности | Приватна домаћинства          | Екстериторијалне организације и тела | Непознато            | Непознато                     |
| Мушки  | 48                        | 0                             | 0                                    | 11                   | 11                            |
| Женски | 18                        | 0                             | 0                                    | 4                    | 4                             |
| УКУПНО | 66                        | 0                             | 0                                    | 15                   | 15                            |

## Галерија
- Поље у Звечкој
- Поље кукуруза у Звечкој
- Мала шума покрај пута у Звечкој
- Звечка, поглед с прозора на небо